# 노구치 와타루
노구치 와타루(일본어: 野口 航, 1996년 1월 18일~)는 일본의 축구 선수이다.

## 구단 경력
그는 2018년 J3리그의 기라반츠 기타큐슈에 입단했다. 2019년 J3리그 우승으로 J2리그로 승격했다. 2021년까지 103경기에 출전하여, 7득점을 넣었다. 2022년 J3리그의 FC 이마바리로 이적했다. 2024년 J3리그 준우승으로 J2리그로 승격했다.